# آنتونلو دا مسینا
آنتونلو دا مسینا (انگلیسی: Antonello da Messina؛ دهه. ۱۴۳۰ – فوریه ۱۴۷۹) یک نقاش اهل ایتالیا بود.
تخصص وی که خلق پرتره می‌باشد در سال ۱۴۵۵ و در جوانی تابلو تصلیب را نقاشی کرد که هم‌اکنون سه نسخه از آن در موزه‌های رومانی، بلژیک و لندن نگه‌داری می‌شود، پس از آن تابلوهای زیاد دیگری را نقاشی کرد که در موزه‌های مختلف ایتالیا و اروپا نگه‌داری می‌شود.

## نگارخانه

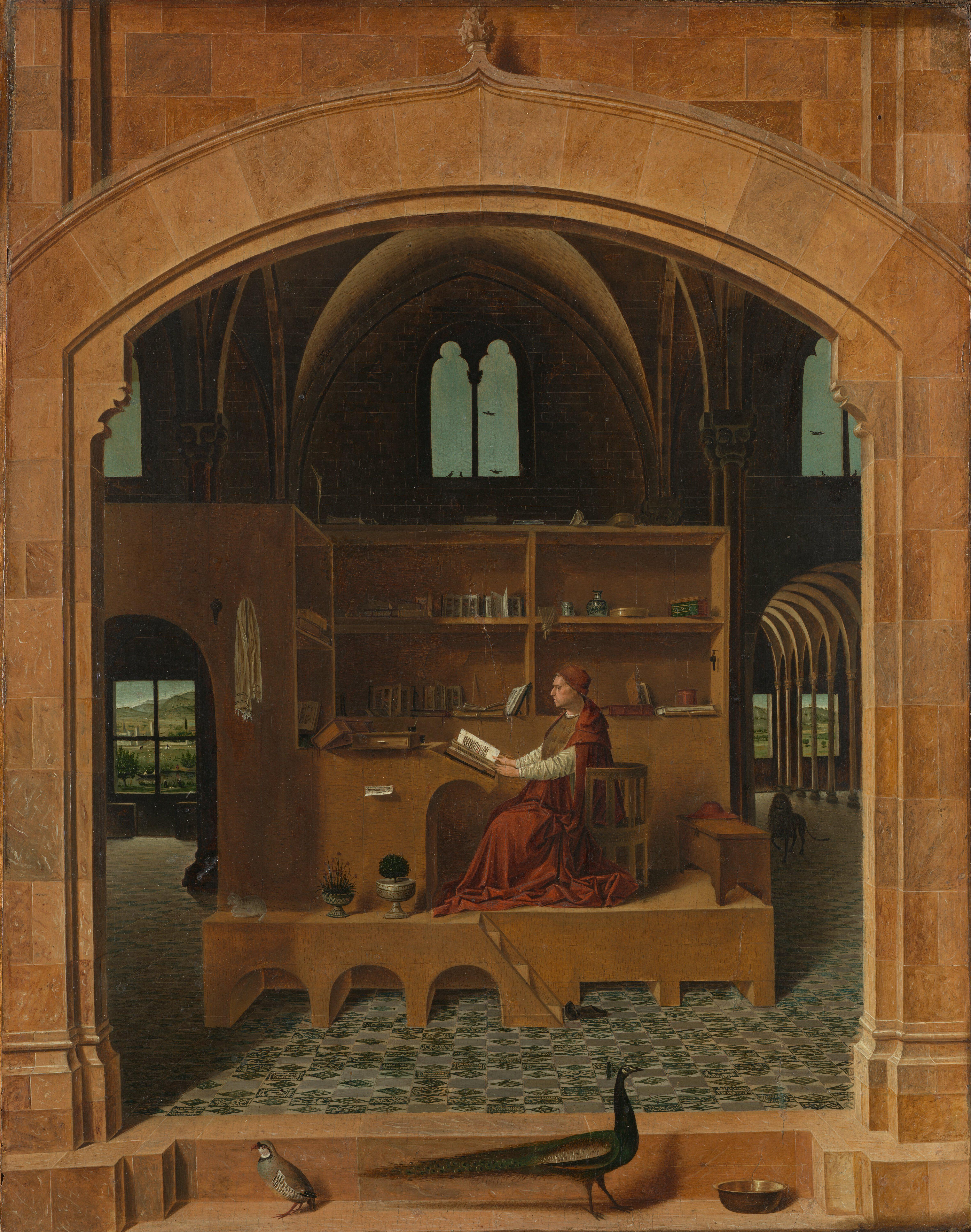
سنت جروم در اتاق مطالعه‌اش نقاشی اثر آنتونلو دا مسینا است.
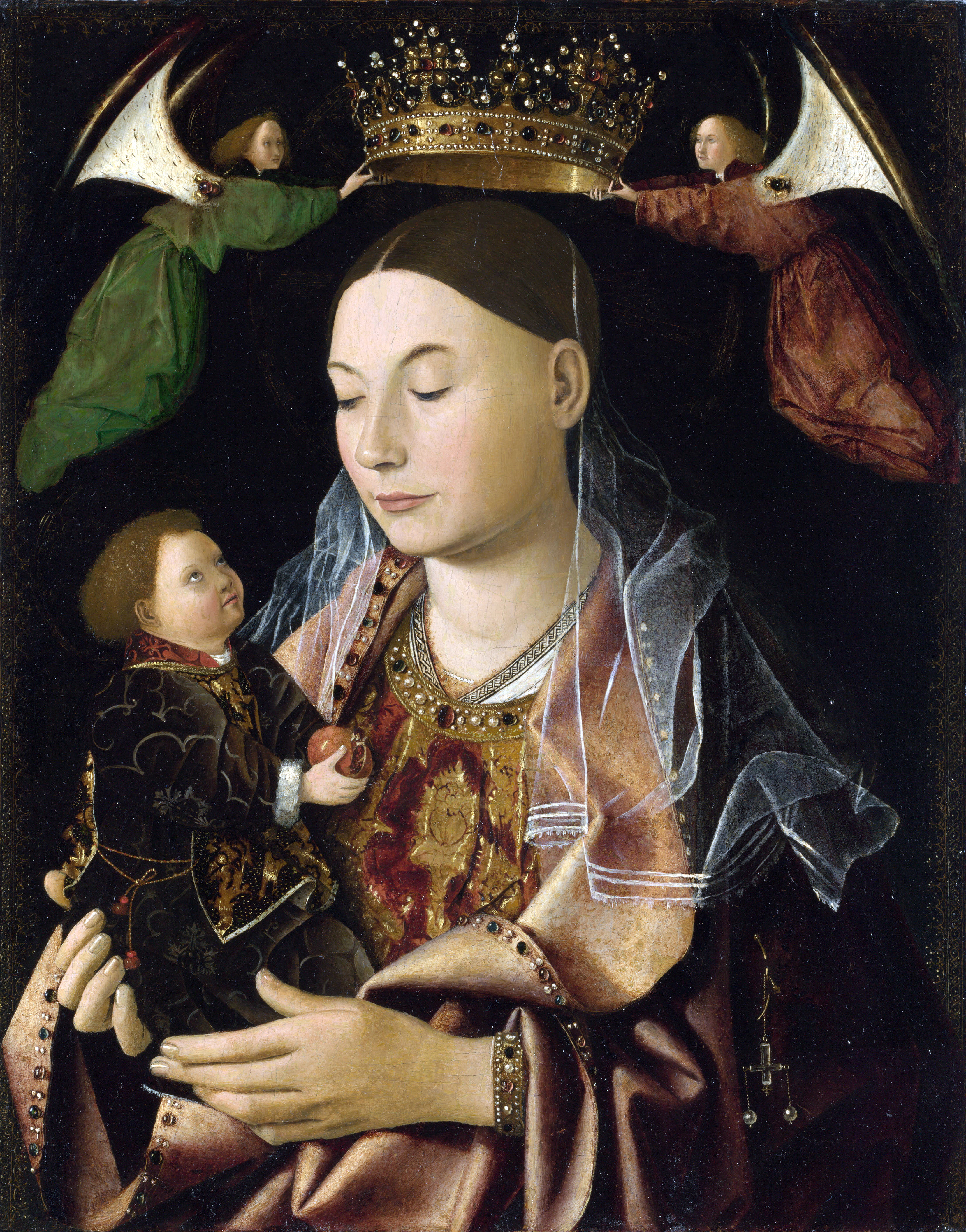
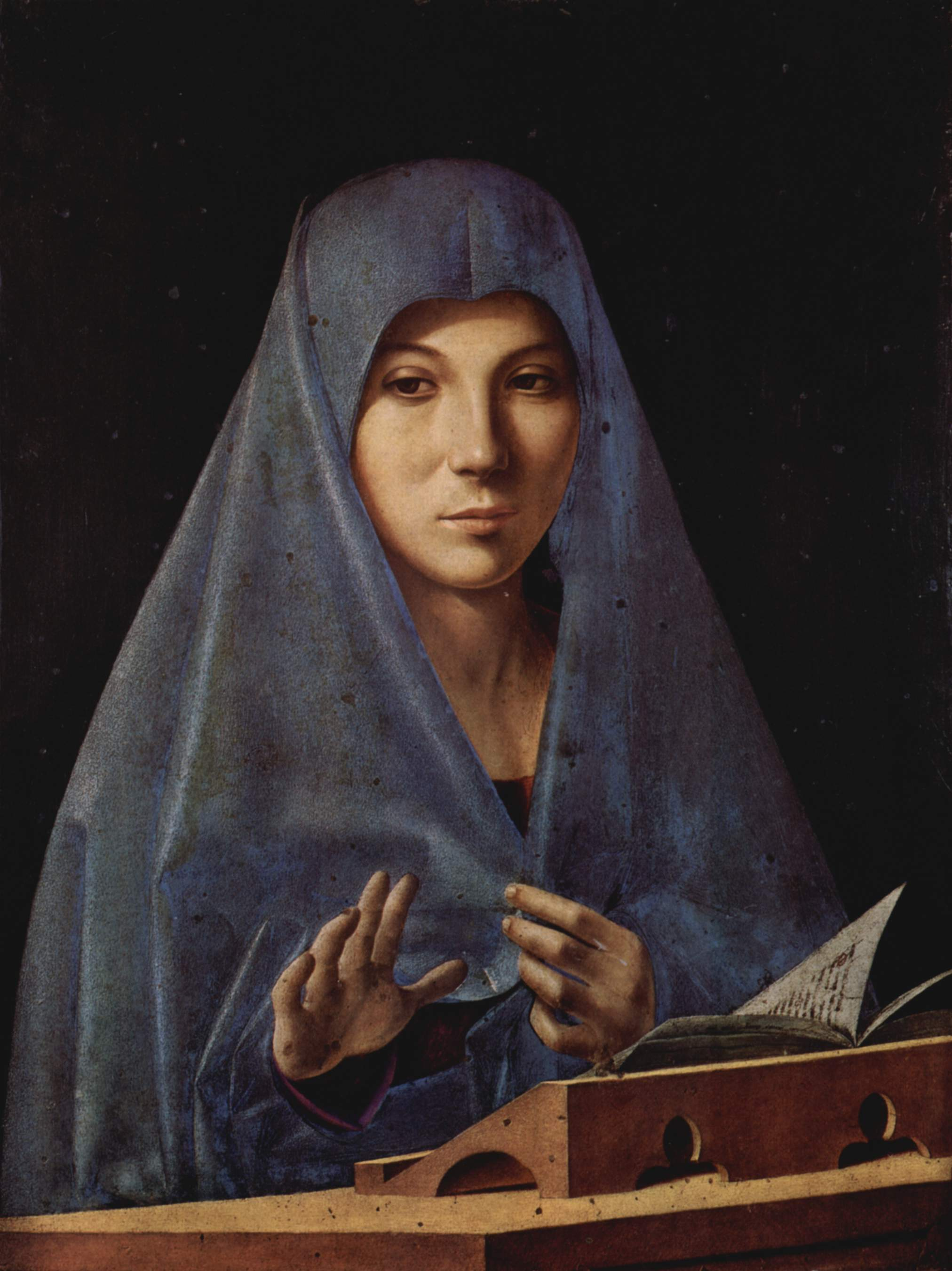
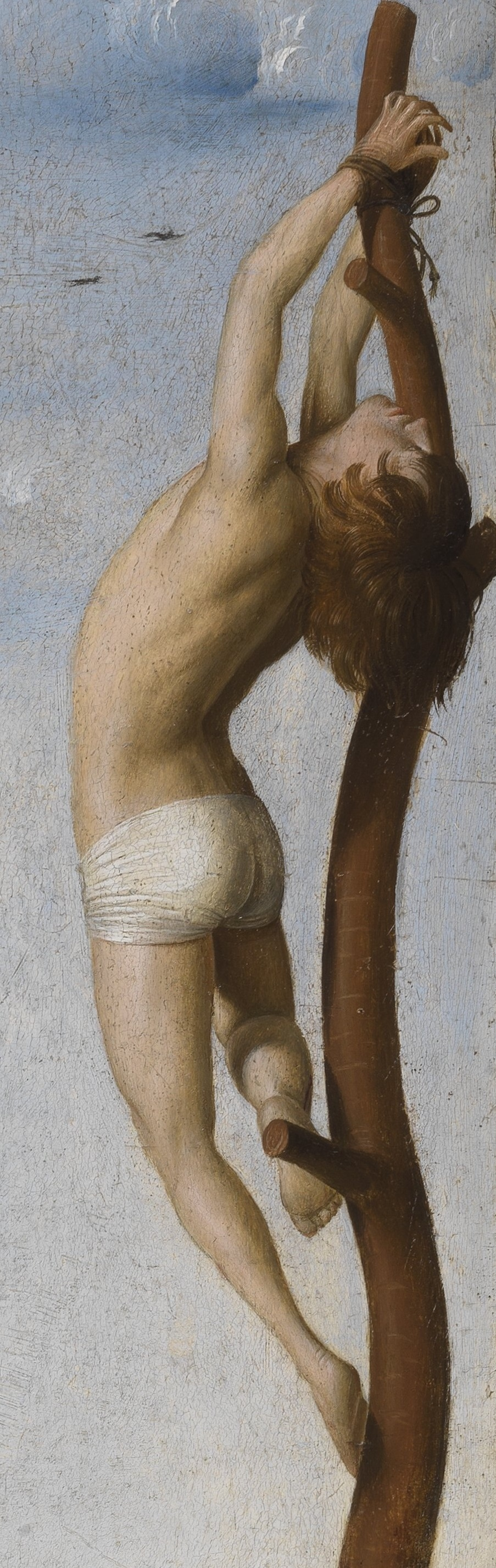
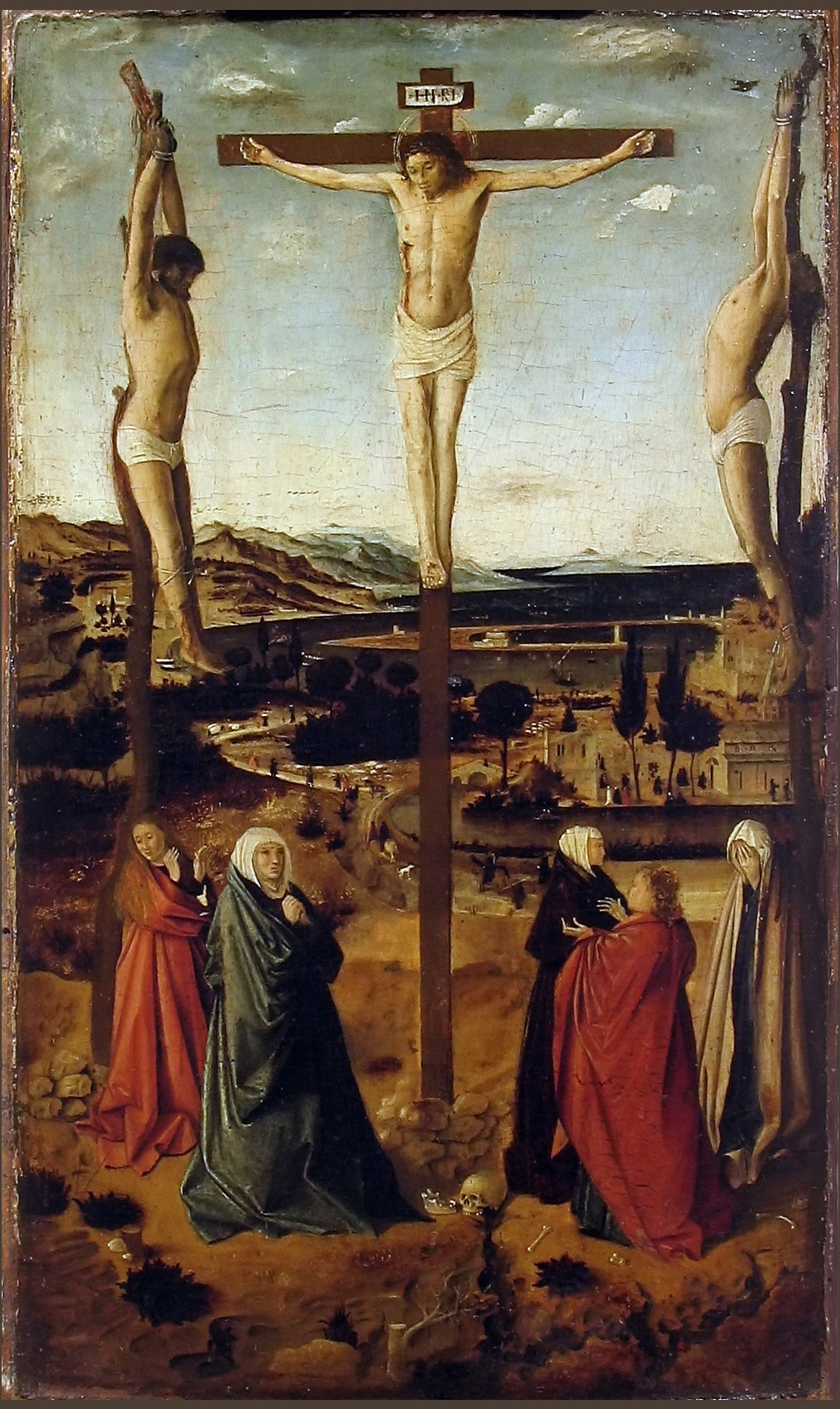
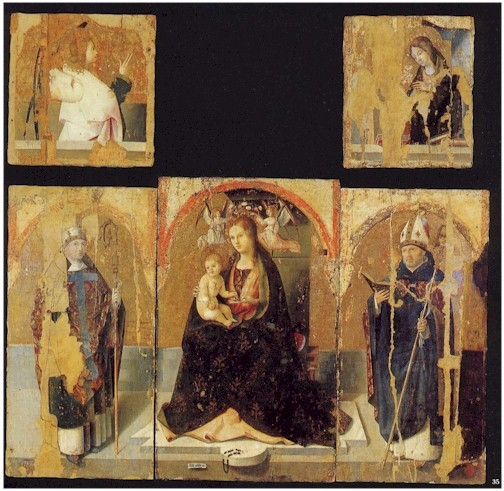
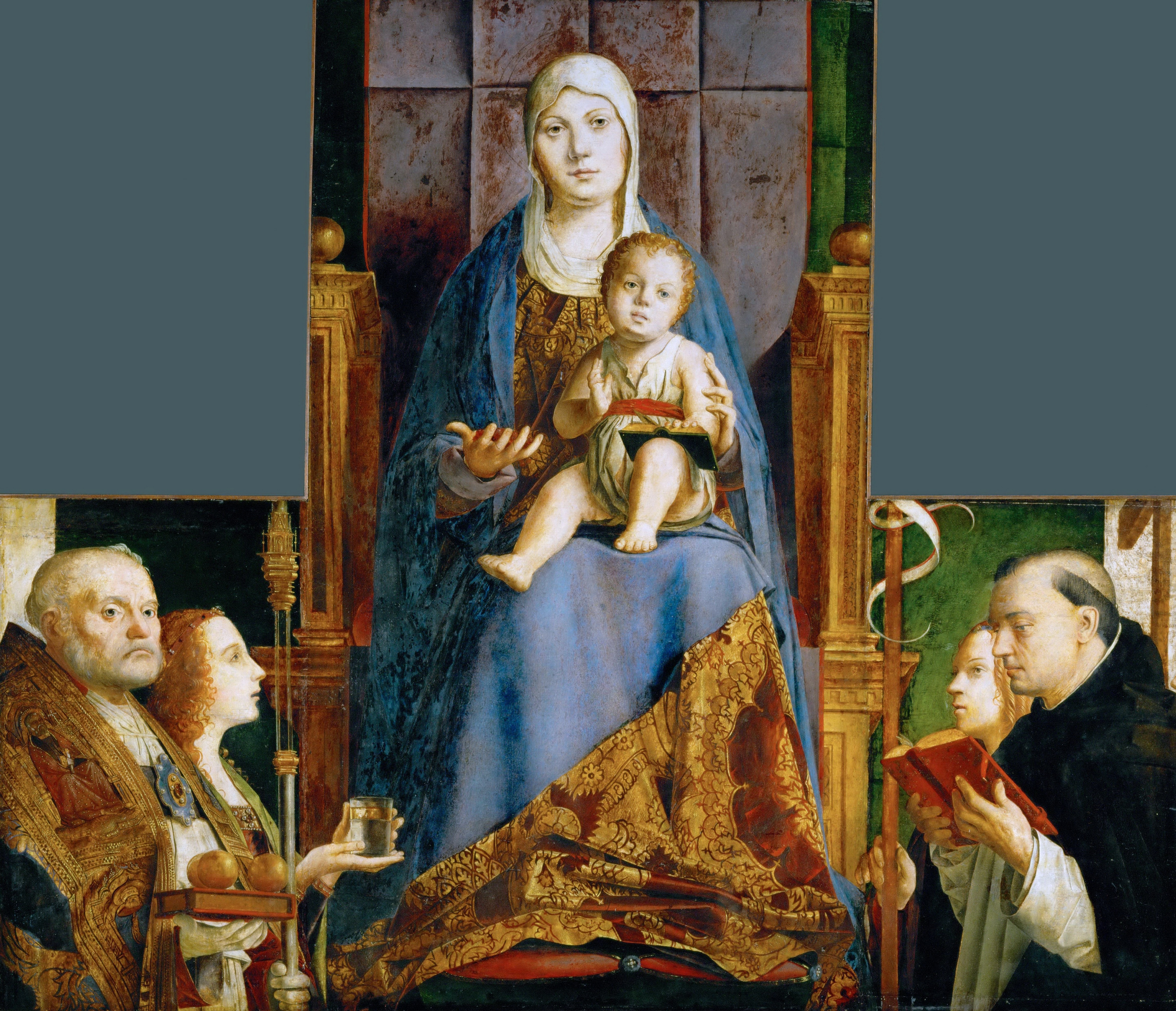
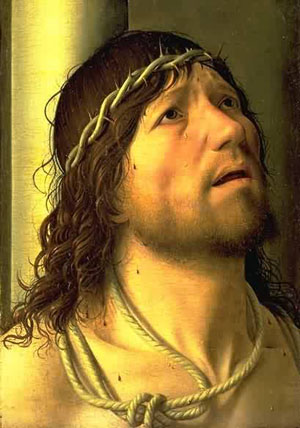
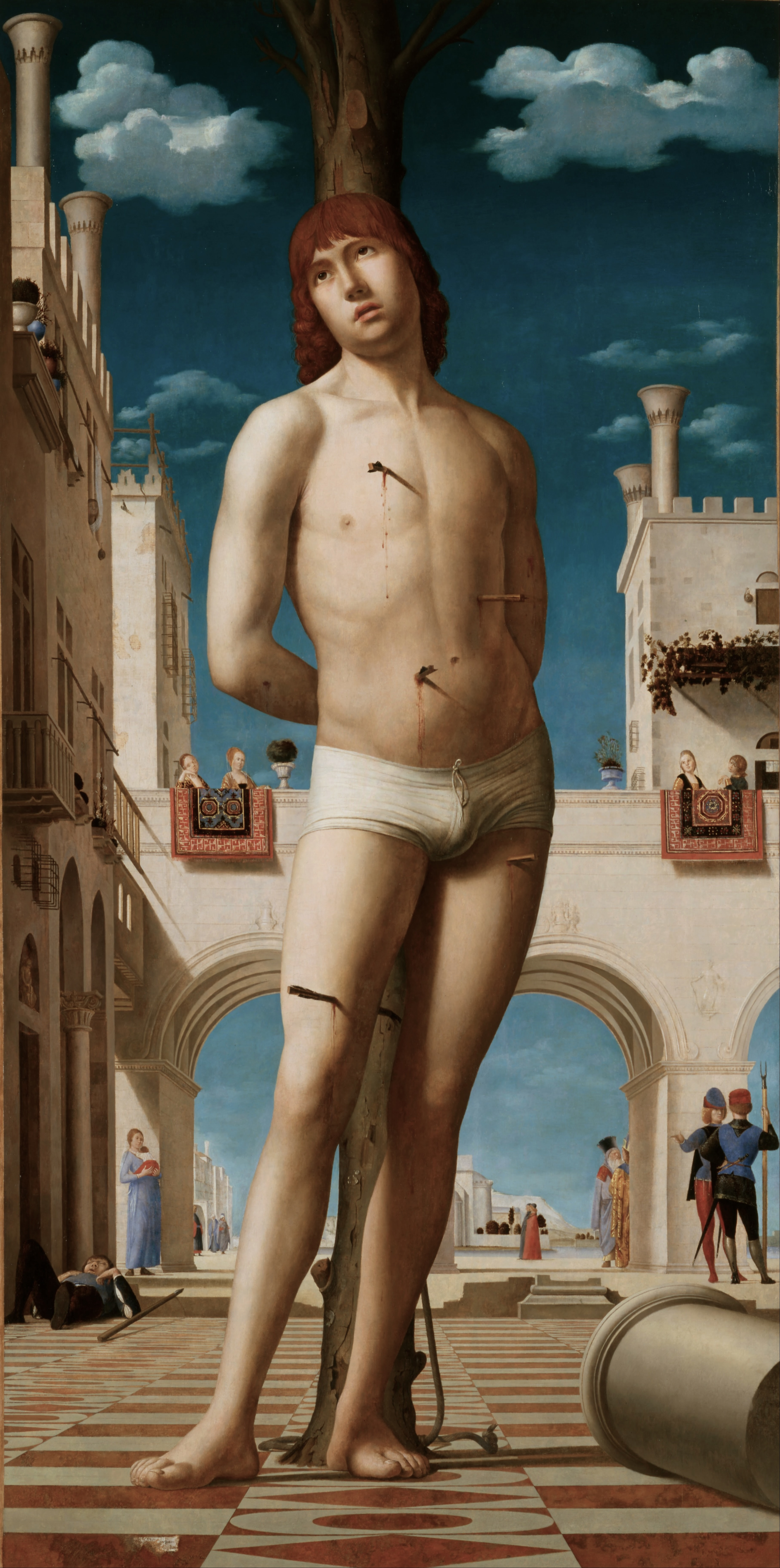